# Mercy's Girl
Pour les articles homonymes, voir Mercy.
Pour plus de détails, voir Fiche technique et Distribution.
Mercy's Girl est un film américain écrit et réalisé par Emily Lape, sorti en 2018,.

## Synopsis
Mercy (Emily Lape), une jeune femme qui n'a pas encore fait son coming out, rencontre une étudiante attrayante et aimante, Jesse (Alison Hixon), qui la pousse à explorer ses propres croyances en matière de sexualité et de religion.

## Fiche technique
- Titre : Mercy's Girl
- Réalisation : Emily Lape
- Scénario : Emily Lape
- Photographie : Justin Howe
- Montage : Emily Lape, Lee Ann Cone
- Musique :
- Production : Emily Lape
- Sociétés de production :
- Sociétés de distribution :
- Pays d'origine :  États-Unis
- Langue originale : anglais
- Lieu de tournage :
- Format : couleur
- Genre : Drame, romance saphique
- Durée : 123 minutes (2 h 3)
- Dates de sortie :
  -  États-Unis : 21 septembre 2018

## Distribution
- Emily Lape : Mercy
- Alison Hixon : Jesse
- Rainee Denham : Linda
- Robert Kaercher : Henry
- Dennis Newport : Bill
- Matt Katzenmeier : Mark
- Nicole DePue : m'amie de Linda
- Eleanor Ekovich : la jeune amie de Mercy
- Hector Luis Flores : membre AA
- Melissa Gin : membre AA
- Emmanuel Agyakye : membre AA
- Karl D. Brown : membre AA
- Na'Imah Graham : membre d'étude de la Bible
- Mary Daly : membre d'étude de la Bible
- Bobby Dunn Jr. : membre d'étude de la Bible